# Darwin Peak
Der Darwin Peak ist mit einer Höhe von 3550 m der dritthöchste Berg der Gros Ventre Range im US-Bundesstaat Wyoming. Er liegt innerhalb der Gros Ventre Wilderness im Bridger-Teton National Forest. Höher sind nur der Black Peak (3553 m) und der Doubletop Peak (3570 m).

## Belege
1. ↑  Peakbagger: Darwin Peak. Abgerufen am 17. Januar 2021.